# Micranthes zekoensis
Micranthes zekoensis är en stenbräckeväxtart som först beskrevs av J.T.Pan, och fick sitt nu gällande namn av Gornall och H.Ohba. Micranthes zekoensis ingår i släktet rosettbräckor, och familjen stenbräckeväxter. Inga underarter finns listade i Catalogue of Life.